# François de Fontanges (1740-1822)
Pour les articles homonymes, voir François de Fontanges (1744-1806) et Fontanges.
Le vicomte François de Fontanges (1740-1822) est un officier de l'armée française qui accomplit la plus grande partie de sa carrière dans l'armée coloniale de Saint-Domingue. Émigré en 1793 à la Jamaïque, puis en Espagne, il est rentré en France en 1808. Il est promu au grade de lieutenant-général en 1814.
Le vicomte de Fontanges est connu pour avoir participé à la Guerre d'indépendance américaine, en 1779, comme chef d'état-major de l'amiral d'Estaing, au siège de Savannah.

## Biographie

### Famille
François de Fontanges est né le 21 mars 1740 au château de la Fauconnière, à Gannat, (Allier) et mort le 13 juin 1822 à Montluçon. Il est issu de la famille de Fontanges, originaire d'Auvergne, dans l'actuel département du Cantal,. Il est le fils d'Hugues de Fontanges (1716-1747), aîné de la branche de La Fauconnière, et de Marie-Gasparde de Boissieu. Son frère aîné, Amable de Fontanges, est capitaine dans un régiment d'infanterie : il est resté sans alliance ni postérité. Son frère cadet, à qui leurs parents ont également donné le prénom de François, François de Fontanges (1744-1806), est aumônier et confesseur de la reine Marie-Antoinette à Versailles, puis successivement archevêque de Toulouse, de Nancy et évêque d'Autun.
François de Fontanges épouse le 24 décembre 1782 à Saint-Domingue, une jeune fille d'origine créole, Caroline Lefebvre (1767-1847), fille de feu Étienne Lefebvre, décédé en 1772. En succédant à son père, elle devient propriétaire de la plantation Lefebvre des Gonaïves, dont le vicomte de Fontanges devra assurer la gestion par intermittence entre ses missions militaires.

### Carrière
- 1756 : François de Fontanges est incorporé en France à l'âge de 16 ans au régiment de Bigorre. En 1757, il combat avec le grade de lieutenant, dans le régiment de Poitou contre les armées prussiennes. Il est grièvement blessé à la bataille de Rossbach.
- 1775 : Avec le grade de capitaine, il entre au service du ministère de la Marine et des Colonies. Le 31 mai 1775, il reçoit la charge de major dans le régiment du Cap de Saint-Domingue.
- 1778 : Le roi Louis XVI lui accorde le 9 novembre 1778, un brevet pour tenir rang de lieutenant-colonel. Il reçoit l'ordre de l'amiral d'Estaing de s'embarquer sur l'escadre en partance pour l'Amérique.
- 1779 : Il participe à la Guerre d'indépendance américaine comme chef d'état-major de l'amiral d'Estaing, au siège de Savannah. L'armée française est composée de troupes originaires de France et des colonies et de troupes en provenance de l'île de Saint-Domingue : 800 fusiliers indigènes affranchis constituent le Corps des chasseurs volontaires de Saint-Domingue aux ordres du marquis de Rouvray. Ils seront cités pour leur héroïsme en attaquant à la baïonnette les troupes britanniques[5].

Le vicomte de Fontanges, dangereusement blessé lors du siège de Savannah, obtient un congé le 30 novembre 1779 afin de rentrer en France pour rétablir sa santé.
- 1780 : Le 23 janvier 1780, il reçoit un ordre du roi Louis XVI daté de Versailles, pour remplir la place de major-général des troupes et milices de Saint-Domingue, avec rang de colonel.
- 1784 : le 16 janvier 1784 il reçoit un brevet du roi qui le promeut au grade de maréchal de camp. Il est nommé commandant du régiment du Cap.
- 1785 : Par brevet du 21 juillet 1785, il est nommé commandant de la partie sud de Saint-Domingue. Puis, le 22 novembre 1785, il reçoit le commandement en second de la partie nord.
- 1791 : Il signe, le 23 octobre, un concordat avec les affranchis, à La Croix-des-Bouquets, pour leur accorder  des droits civiques, à égalité avec les colons. Cette mesure avait été votée par l'Assemblée constituante au mois de mai et repoussée par les autorités régionales siégeant à Port-au-Prince[6].

Lors de la signature de ce pacte, le vicomte de Fontanges dénonce l'infamie des juges de Port-au-Prince qui ont condamné à mort le mulâtre, son ancien compagnon d'armes du siège de Savannah, Jean-Baptiste Chavannes, partisan de l'égalité des droits pour les libres.
- 1792 : Il ratifie un deuxième pacte de reconnaissance des droits en faveur des affranchis[7]. Les autorités de Port-au-Prince entament des représailles[8],[9].
- 1793 et années suivantes : Sa tête est mise à prix. Le vicomte de Fontange se réfugie dans la zone espagnole de l'Île, puis s'exile à la Jamaïque, pour enfin aboutir en Espagne, où il reprend du service auprès du roi d'Espagne. Arrêté par l'armée française en 1808, il est libéré à Paris et s'engage dans l'armée du Ier Empire. Rallié au roi Louis XVIII, sous le régime de la Restauration, il est promu en 1814 au grade de lieutenant-général.
- 1816 : le roi Louis XVIII, considérant les relations amicales que le vicomte de Fontanges a entretenu avec ses anciens camarades de combat du Siège de Savannah, l'envoie en mission à Haïti pour se joindre à la délégation diplomatique chargée de négocier la reprise des relations économiques du royaume de France avec le nouvel empereur Pétion: les négociations échouent et seront reprises sous le règne de Charles X[10].
- Les années de retraite à Montluçon : le vicomte de Fontanges prend sa retraite à Montluçon. Il est mort le 13 juin 1822, entouré des siens.

## Honneurs
- Commandeur de l'ordre de Saint-Louis
- Membre de l'ordre de Cincinatus